# Thunbergia alata
Thunbergia alata es una especie de planta trepadora de la familia de las acantáceas. Es nativa de África, pero se usa ampliamente como planta ornamental por sus vistosas flores. Se ha naturalizado en regiones tropicales y subtropicales del mundo, en muchas de las cuales se clasifica como especie invasora.

## Nombre común
Se conoce por varios nombres, entre ellos: ojo de poeta, ojos negros, ojo de Venus, ojo de bruja Susanita, trompillo, ojo de canario, hierba del espanto o del susto.

## Descripción
Thunbergia alata es una herbácea que generalmente se cultiva como planta de interior. Su tallo crece formando espiras. Las flores son bractáceas que simulan un cáliz. Suelen ser grandes, compuestas de cinco pétalos poco dentados de color anaranjado, amarillo o blanco, con un círculo negro al centro. Es una planta perenne en zonas libres de heladas.

## Distribución

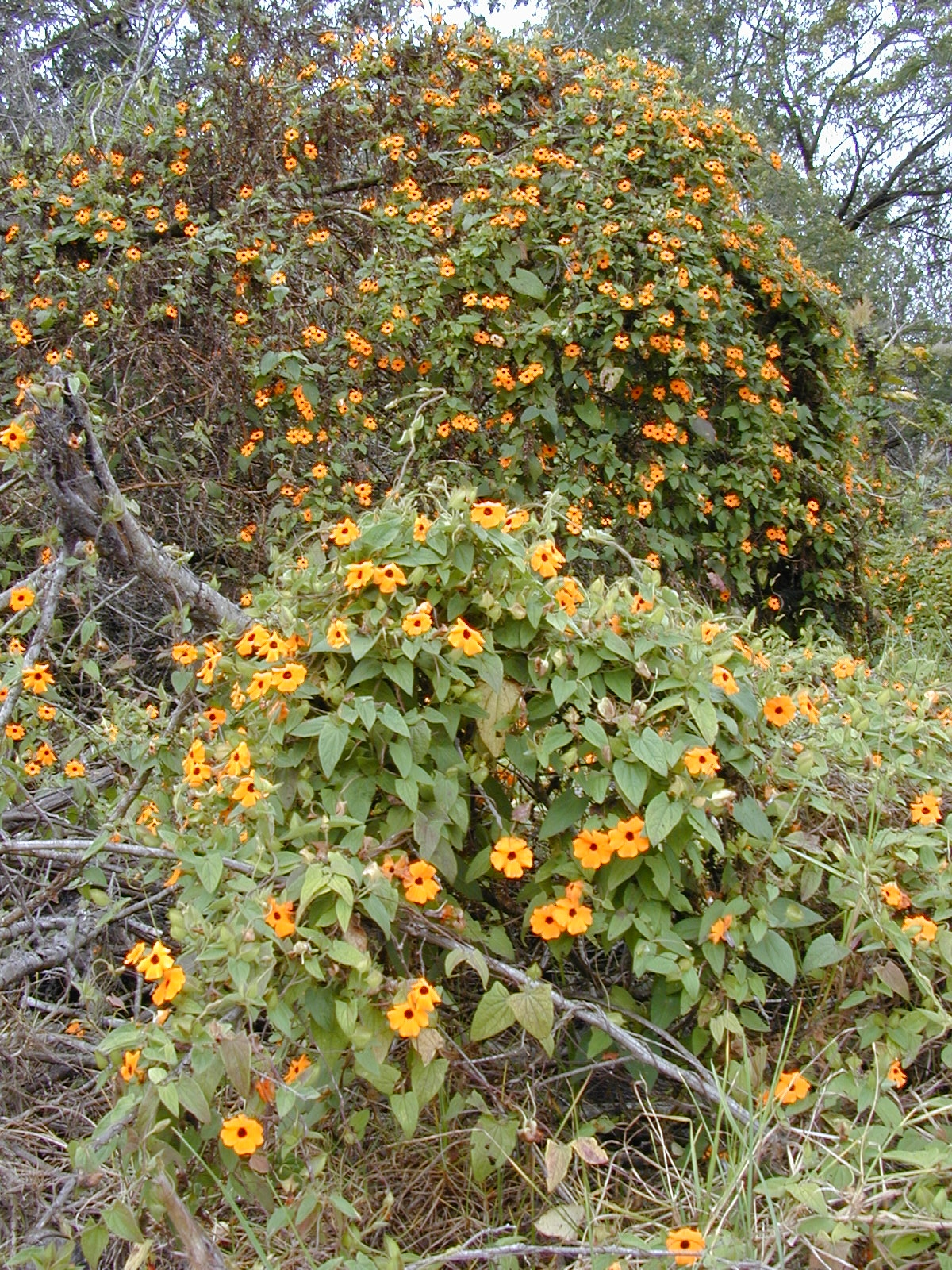
Como planta invasora

Thunbergia alata es originaria del África Oriental. Es muy popular como planta ornamental, por lo que se usa en zonas urbanas como planta de jardín, en parques y para adornar verjas y muros. Muestra un comportamiento invasor y se ha escapado de los cultivos, naturalizándose en bosques tropicales y templados, especialmente en las islas del Caribe y del Pacífico, así como de México a Colombia. Países donde se considera una especie muy agresiva que afecta ecosistemas y especies nativas: Domina los estratos bajos, colonizando rápidamente el suelo y evitando el crecimiento de hierbas o pastos; mientras que también se enreda en arbustos y árboles, tapándoles el sol y evitando que hagan fotosíntesis, además de doblar por el peso a ejemplares jóvenes.

## Usos
Además de sus usos ornamentales, en México se registran usos asociados al chamanismo: Se emplea por ejemplo para curar el mal de ojo, el mal aire y el susto.

## Taxonomía
Thunbergia alata fue descrita en 1825 por Bojer  ex Sims y publicado en Botanical Magazine 52.

### Etimología
Thunbergia: nombre genérico dedicado al botánico sueco Carl Peter Thunberg
alata: epíteto latino que significa "alada"

### Sinonimia
- Endomelas alata (ex Sims) Raf.

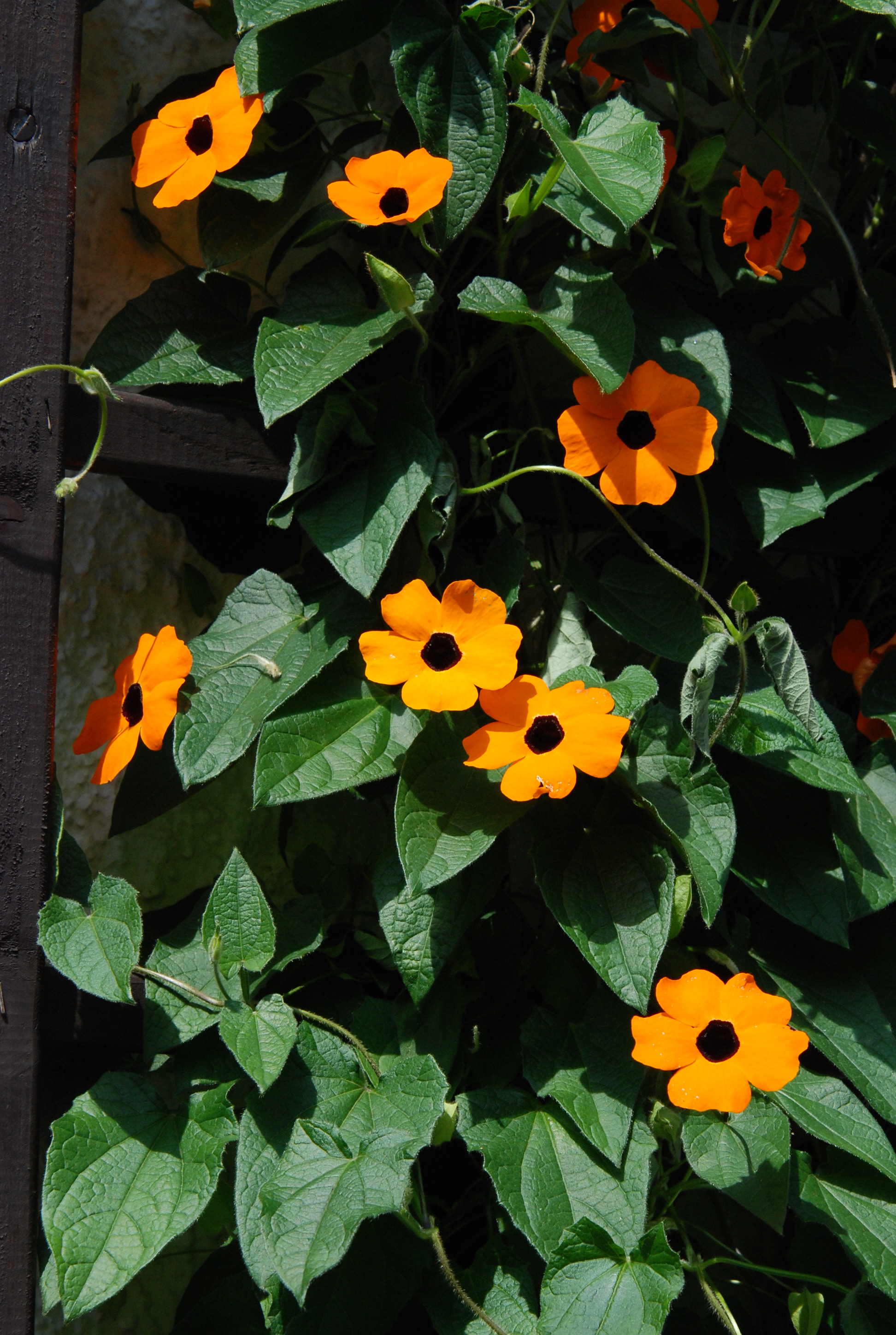
Vista de la planta

- Thunbergia alata ex Sims var. fryeri (Vilm.) Hasselbr.
- Th. albiflora (Hook.) Gordon
- Th. aurantiaca Paxton
- Th. backeri Vilm.
- Th. doddsii Paxton
- Th. fryeri Vilm.
- Th. manganjensis T.Anderson ex Lindau
- Th. reticulata Hochst. ex Nees